# Joachim Olsen
Joachim Brøchner Olsen (IPA: [ˈjoakim ˈb̥ʁøknɐ ˈoˀlsn̩]; Aalborg, 31 maggio 1977) è un ex pesista, ex discobolo e politico danese.
Ha un primato personale outdoor di 21,61 metri e indoor di 21,63, risultati che lo piazzano rispettivamente al 69º e al 31º posto nelle graduatorie mondiali di tutti i tempi. Con dieci finali in competizioni internazionali, è uno dei lanciatori con la serie più lunga di presenze nelle finali dei Giochi olimpici, campionati mondiali e campionati europei.
Ritiratosi nel 2009, ha gareggiato per la società Århus 1900 ed è stato allenato per gli ultimi sei anni di carriera dall'ex discobolo Vésteinn Hafsteinsson. Il 15 settembre 2011 è stato eletto al Folketing per il partito Alleanza Liberale.

## Biografia

### Inizi
Iniziò a praticare l'atletica leggera verso la fine degli anni ottanta nella società Aalborg AK.
Inizialmente Olsen si specializzò principalmente nel lancio del disco, ma dopo il passaggio dalla tecnica della traslocazione lineare alla tecnica rotatoria nel getto del peso, avvenuta durante i suoi quattro anni alla University of Idaho, riuscì a migliorare notevolmente le proprie prestazioni.
Il suo primo successo nazionale arrivò all'età di 16 anni ai Campionati nazionali danesi indoor di categoria allievi. A 17 anni, ancora allievo, vinse i Campionati nazionali di categoria sia nel peso (16,08) che nel disco (56,88). Giunto successivamente alla categoria juniores nel 1995, conseguì il titolo nazionale all'esordio nel getto del peso, con l'attrezzo da 6 kg, sia a livello indoor (14,23 metri) che outdoor (15,17 metri).
Nella stagione successiva, dopo essersi laureato ancora campione nazionale indoor nel getto del peso, grazie ad un lancio a 16,34, fece il suo esordio internazionale ai Mondiali juniores di Sydney, disputando la gara del disco e classificandosi 21º con un lancio a 46,46.
Passato alla categoria under 23 nel 1997, conquistò il titolo nazionale di categoria nel getto del peso outdoor; lo stesso anno ai campionati assoluti, sempre nel peso, conseguì il titolo indoor (16,05) e outdoor (17,11). L'anno seguente, dopo essersi riconfermato campione danese tra gli under 23 (peso outdoor, disco) e assoluto (peso indoor e outdoor), debuttò in Coppa Europa a Malmö, dove si classificò quinto con la misura di 17,52. Durante il periodo dell'adolescenza, al Forest Valley Stadium, il suo allenatore fu James Mikkelsen, che morì in giovane età e non riuscì mai a vedere la carriera internazionale del proprio allievo.

### Prime esperienze internazionali
Il primo passo importante per la carriera avvenne quando nel 1998, grazie ad una borsa di studio si recò negli Stati Uniti, presso l'University of Idaho. Qui riuscì a sviluppare efficacemente le sue doti tecniche con l'aiuto di allenatori di fama internazionale.
Fu ai Campionati europei under 23 a Göteborg nel 1999, che Olsen ottenne il suo primo grande risultato a livello internazionale, con la conquista di un argento nel getto del peso (lancio a 19,50 metri). Lo stesso anno, ai Mondiali di Siviglia, non andò oltre il turno di qualificazione con la misura di 19,13 metri. Nel 2000 fece segnare il nuovo primato danese a 20,02 metri, scalzando il precedente record di Ole Lindskjold che perdurava da circa ventisei anni (14 agosto 1974). Nel corso della stagione riuscì a migliorarsi ulteriormente sino alla misura di 20,88 metri, raggiunta il 12 agosto ad Aalborg. Alle Olimpiadi di Sydney 2000 venne ancora una volta eliminato prima della fase finale; tuttavia fu oggetto di particolare attenzione mediatica dopo il suo messaggio in una chat room che accusava il vincitore dell'oro, Arsi Harju, di esser risultato positivo ad un test antidoping. Nonostante la voce si rivelò falsa, il Comitato olimpico nazionale decise di far rientrare Olsen in Danimarca prima della chiusura dei Giochi.
In un'intervista rilasciata poco dopo si difese dalle accuse dichiarando: 
(Joachim Olsen)

### Primi successi

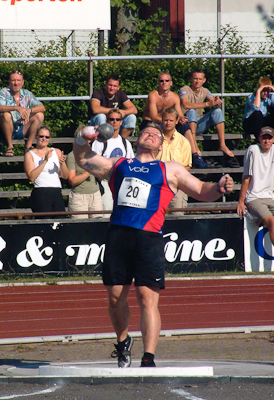
Joachim Olsen ai campionati nazionali danesi del 2003

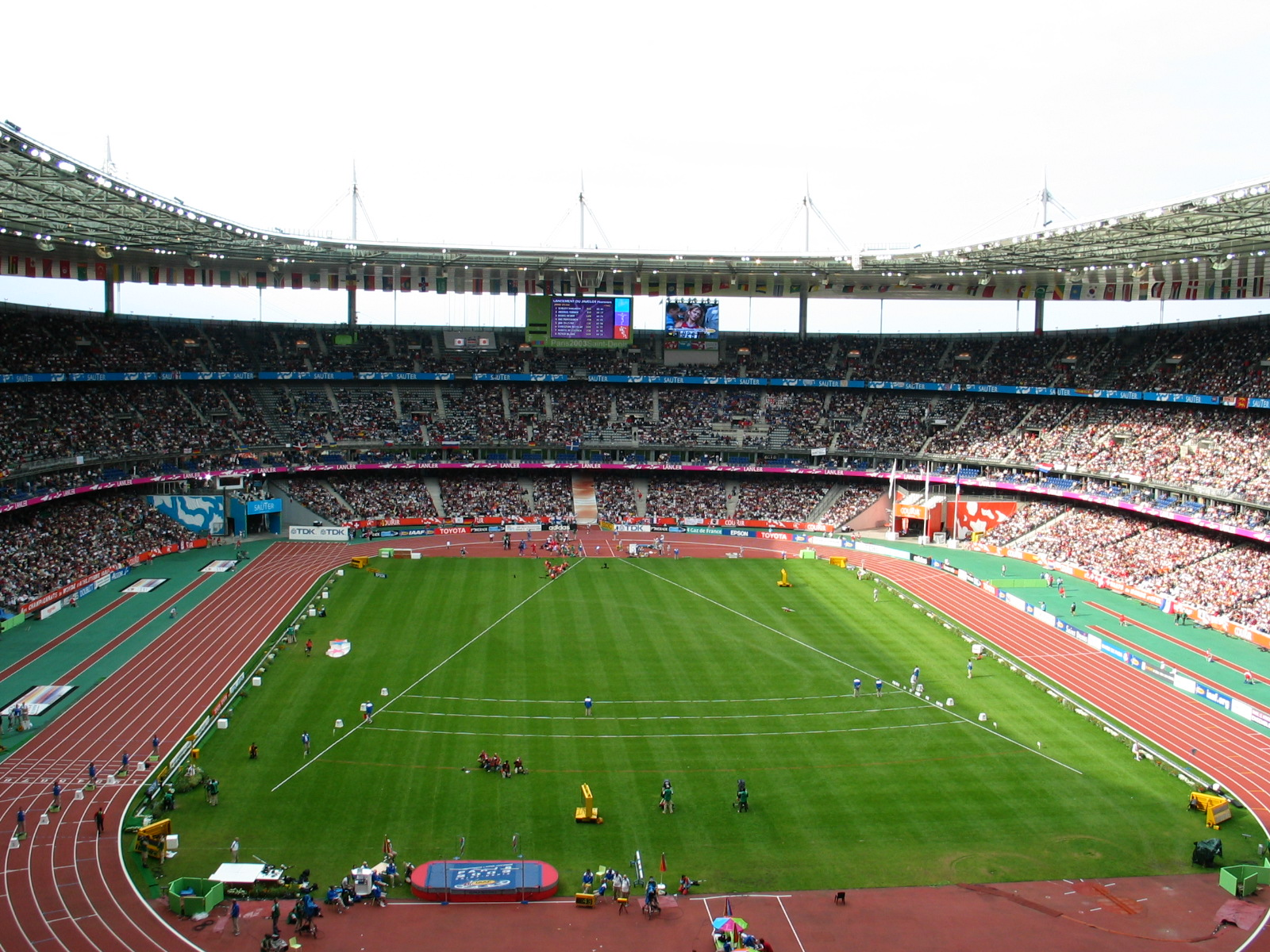
Stade de France nel corso dei Mondiali di

Nel 2001, nel corso della stagione outdoor, vinse in Coppa Europa per la prima volta sia la gara di getto del peso che quella di lancio del disco, consentendo alla squadra danese, grazie ai punti acquisiti, di raggiungere la promozione in First League. Ai Campionati del mondo di Edmonton 2001 si qualificò per la finale, quella che sarebbe stata la prima di una lunga serie; Olsen infatti, dopo quella competizione, centrò ogni finale a livello olimpico, mondiale ed europeo. Dopo aver superato la qualificazione con la misura di 20,32, in finale raggiunse l'undicesimo posto con 20,38. La successiva squalifica per doping del lanciatore bielorusso Andrėj Michnevič, classificatosi decimo, gli fece guadagnare una posizione.
Il 2002 vide Olsen conquistare l'argento ai Campionati europei indoor di Vienna, superato per tre centimetri (21,26 metri la misura dell'oro) al penultimo turno di lanci dallo spagnolo Manuel Martínez. Nell'agosto dello stesso anno, agli Europei di Monaco, dopo aver lanciato in mattinata a 20,45, miglior misura assoluta, si classificò secondo in finale con 21,16, alle spalle dell'ucraino Jurij Bilonoh.
Ai Mondiali indoor di Birmingham 2003 non riuscì ad andare oltre all'8º posto con la misura di 20,12. Nel corso della stagione outdoor un grave infortunio alla mano lo tenne lontano dalle competizioni. Risolto parzialmente il problema, decise di prendere parte ai Mondiali di Parigi entrando in finale con la nona misura, 20,14. Il riacutizzarsi del problema alla mano, gli impedì tuttavia di gareggiare nell'ultima sessione di lanci.

### Olimpiadi di Atene 2004
Il 2004 fu per Olsen un anno di successi, ma allo stesso tempo di cambiamenti, a partire da quello dell'allenatore.
Dopo il suo trasferimento ad Århus, dove le strutture di allenamento erano notevolmente più efficienti rispetto a quelle da lui usate abitualmente, decise, in collaborazione con il team e la Federazione danese, il cambio del tecnico. Da questo momento sarebbe stato seguito dal finalista olimpico di lancio del disco Vésteinn Hafsteinsson, che già era stato allenatore della nazionale islandese. L'infortunio alla mano non gli impedì di prepararsi per la stagione indoor: ritornò infatti alle competizioni vincendo il bronzo ai Campionati mondiali di Budapest 2004 grazie ad un lancio a 20,99. Nel corso della stagione outdoor collezionò numerosi successi in vari meeting internazionali, come quello di Siviglia.
In agosto partecipò alle Olimpiadi di Atene con grandi aspettative. Alla vigilia si sbilanciò, tanto da dichiarare che avrebbe certamente conquistato una medaglia e, se avesse lanciato vicino alle sue potenzialità, (intorno ai 22 metri) avrebbe potuto anche ambire al titolo. Nella manifestazione raggiunse uno dei suoi più importanti risultati in ambito internazionale. Il 18 agosto si disputò in mattinata, nell'antico stadio di Olimpia, la qualificazione del getto del peso. Olsen, lanciando subito a 20,78, raggiunge la seconda misura e l'immediata qualificazione per la finale. In serata si tenne la finale, e un suo lancio a 21,07 lo portò alla medaglia di bronzo, alle spalle dell'ucraino Jurij Bilonoh e allo statunitense Adam Nelson, rispettivamente oro e argento. Tale risultato rappresentò un evento storico dal punto di vista sportivo non solo per lui, ma anche per l'intera sua nazione, giacché un atleta nativo danese non vinceva una medaglia olimpica dal 1948.
Sul finire dell'annata fece sua la seconda edizione della IAAF World Athletics Final grazie a un lancio a 21,46, primato stagionale personale ed europeo. Grazie ai risultati conseguiti, nel dicembre dello stesso anno venne candidato per la prima volta agli European Athlete of the Year nella categoria Best male, classificandosi poi ottavo.

### Dagli Europei indoor di Madrid 2005 agli Europei outdoor di Göteborg 2006
Olsen in tutta la carriera sportiva ha sempre tenuto le dovute distanze dal doping, e la sua posizione verso gli atleti che hanno avuto a che fare con tale problematica è molto chiara: «Scontata la squalifica, è giusto che ritornino a gareggiare».
Ha incontrato per anni in pedana avversari come il bielorusso Andrėj Michnevič, lo slovacco Mikuláš Konopka o il britannico Carl Myerscough, che sono ritornati a competere dopo una lunga squalifica.
Questa sua posizione è molto meno radicale rispetto a quella tenuta da alcune federazioni nazionali come quella inglese, o da altri atleti come Rutger Smith che, al contrario, sostiene che un atleta che ha fatto uso di sostanze proibite debba essere subito squalificato a vita dalle competizioni.
A tal proposito Olsen precisò:
(Joachim Olsen)
La possibilità di assumere sostanze proibite si concretizzò negli Stati Uniti, dove Joachim si iscrisse all'università.
In quegli anni il giovane danese sentì parlare molto di doping, e intervistato, dichiarò:
(Joachimm Olsen)

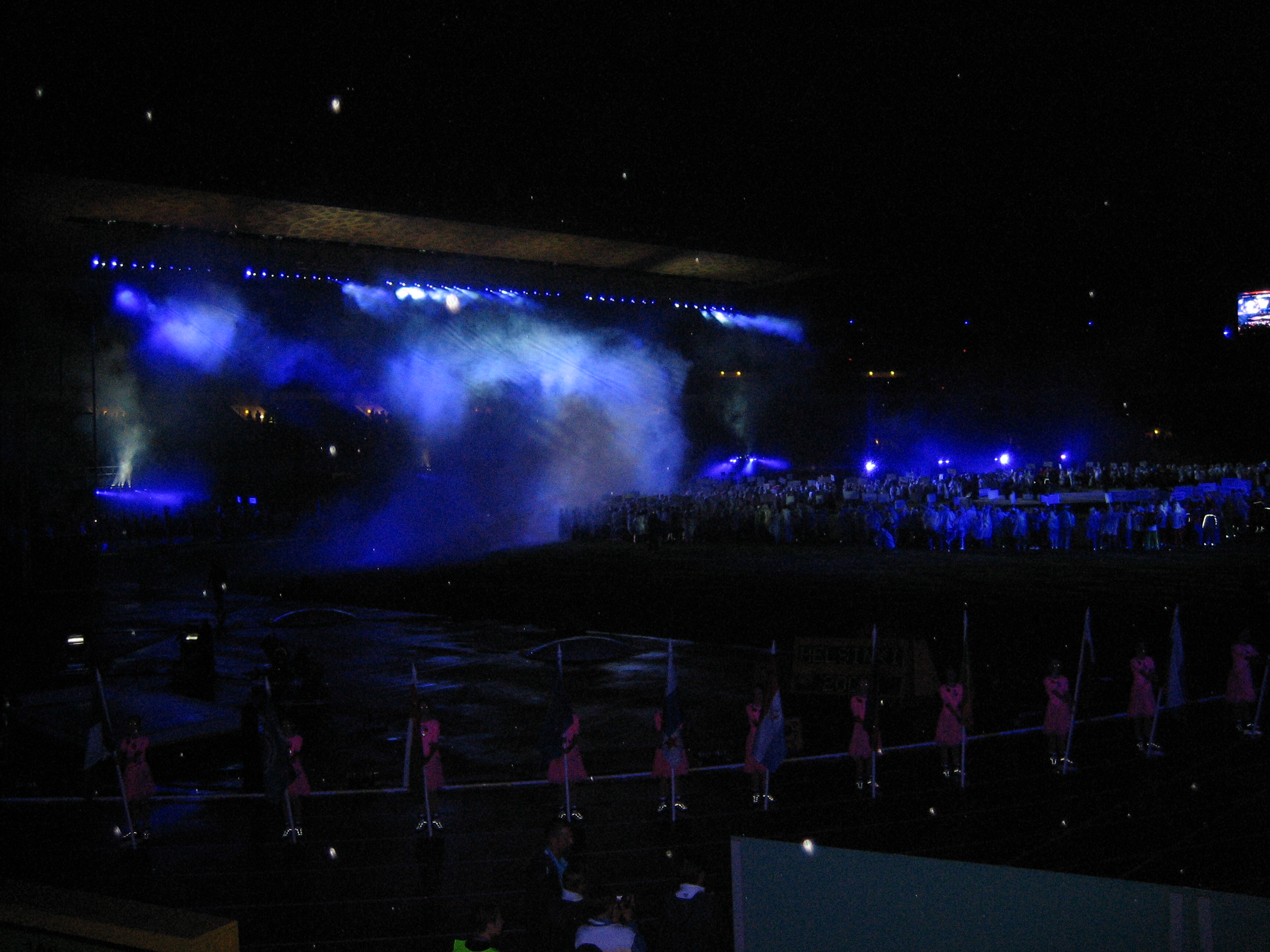
Cerimonia di apertura dei Mondiali di

Nel marzo 2005, ai Campionati europei indoor di Madrid, vinse il titolo europeo con la misura di 21,19 davanti all'olandese Rutger Smith e allo spagnolo Manuel Martínez. Questo fu anche il suo primo ed unico titolo a livello internazionale. Nel corso della stagione outdoor, al Nelli Cooman Games tenutosi a Stadskanaal, raggiunse la misura di 21,24 alle spalle del solo Smith, nel contesto di una gara di altissimo livello. Dopo la vittoria in Coppa Europa nel getto del peso e un secondo posto nel disco, raggiunse i 21,32 al meeting di Madrid; tale risultato lo avrebbe issato ai vertici della classifica mondiale. Nell'agosto dello stesso anno ai Mondiali tenutisi a Helsinki, dopo essersi qualificato per la finale con la seconda misura a 20,85, non riuscì ad andare oltre il 7º posto nella finale, con un lancio inferiore al precedente (20,73).
Nel settembre, alla IAAF World Athletics Final si classificò secondo alle spalle di Adam Nelson, grazie ad un lancio a 21,03.
Il 6 novembre 2005 Olsen si infortunò alla caviglia destra durante un allenamento: fu un incidente molto serio, poiché diversi legamenti si strapparono o furono gravemente danneggiati. La preparazione invernale non venne comunque compromessa completamente. Il 6 febbraio 2006 annunciò di essersi ristabilito dopo l'infortunio e che quindi sarebbe tornato a gareggiare ad alto livello. Un mese più tardi, ai mondiali indoor di Mosca, riuscì a vincere una medaglia di bronzo con un lancio di 21,16 metri.
Ai campionati europei di Göteborg (Svezia) si presentò come uno dei favoriti. In qualificazione, il suo lancio a 20,32 (5ª misura) lo portò direttamente in finale.
In serata, dopo aver lanciato il suo peso a 21,09 metri di distanza, fu superato prima da Andrėj Michnevič (21,11) ed infine, proprio all'ultimo turno, dal tedesco Ralf Bartels, che con quel lancio a 21,13 vinse anche il titolo di campione europeo.

### Declino e ritiro
Nel marzo 2007 ai Campionati europei indoor di Birmingham, forte di un lancio a 20,55, ottenne la nona medaglia a livello internazionale (un bronzo), dietro allo slovacco Mikuláš Konopka e al bielorusso Pavel Lyžyn. Dopo una stagione outdoor durante la quale riuscì, in occasione dei Giochi di Copenaghen, a migliorare il primato personale fino a raggiungere i 21,61 metri (occupò proprio in questo periodo il terzo posto nelle classifiche mondiali), e dopo aver disputato il Meeting di Madrid, in cui chiuse terzo con 20,64, nonché dopo una vittoria in Coppa Europa, partecipò nel mese di agosto ai Mondiali di Ōsaka da serio concorrente per una medaglia. Superò agevolmente le qualificazioni, con la terza miglior misura a 20,62, ma in finale incontrò maggiori difficoltà e chiuse ultimo a causa di tre lanci nulli su tre complessivi.
I vari infortuni costrinsero Olsen a rinunciare ai Mondiali di Valencia indoor 2008 e a gran parte della stagione agonistica.
Seppur impegnato in una sola occasione in tutta l'annata outdoor (ad Halle il 24 maggio), fu comunque selezionato per la partecipazione alle Olimpiadi. L'8 agosto 2008, durante la cerimonia di apertura delle Olimpiadi di Pechino, Olsen fece da portabandiera per la squadra danese. Nel turno di qualificazione non lanciò mai oltre la misura di 19,74 metri, che, pur essendo primato personale della stagione, lo relegò al 22º posto.
Nel 2008 la sua notorietà crebbe con la partecipazione, accompagnata dalla vittoria finale, alla versione danese di Ballando con le stelle.
Nel mese di aprile 2009 subì un'operazione per un'ernia del disco causata dagli eccessivi carichi di lavoro.
Il 22 luglio rese pubblico il ritiro dall'attività agonistica; in tale occasione confessò che, nonostante il suo desiderio di gareggiare alle Olimpiadi del 2012, il fisico non gli avrebbe permesso di continuare l'attività da professionista.

### Medaglie post-carriera
Ormai terminata la carriera sportiva da svariati anni, alcuni scandali doping hanno permesso ad Olsen di ricevere nuove medaglie. Nel marzo 2013, il vincitore del getto del peso alle Olimpiadi di Atene 2004, l'ucraino Jurij Bilonoh, è stato privato della medaglia d'oro dopo essere risultato positivo all'oxandrolone, ad un test anti-doping retroattivo. Viene quindi consegnato ad Olsen l'argento olimpico.
La IAAF, decide di continuare ad effettuare nuove analisi anti-doping, passando questa volta ai campioni prelevati ai mondiali di Helsinki 2005. Anche in questo caso sono stati trovati positivi svariati atleti, tra cui il pesista bielorusso Andrėj Michnevič. Trattandosi della seconda squalifica per doping di Michnevič, il 13 giugno 2013 l'organo disciplinare della IAAF ha deciso di squalificare a vita l'atleta annullando tutti i risultati successivi all'agosto 2005. In seguito a questa decisione, Olsen riceve due medaglie d'argento: una per la gara di getto del peso agli europei di Göteborg 2006 e l'altra ai mondiali indoor di Mosca 2006, competizioni che l'avevano visto concludere in terza posizione.

## Record nazionali
Seniores
- Getto del peso: 21,61 m ( Copenaghen, 13 giugno 2007)[7]
- Getto del peso indoor: 21,63 m ( Tallinn, 25 febbraio 2004)[7]
- Lancio del disco indoor: 58,68 m ( Moscow, 2 febbraio 2001)

Under 23
- Getto del peso: 19,75 m ( Helsingborg, 1º luglio 1999)[7]
- Lancio del disco: 58,73 m ( Helsingborg, 1º luglio 1999)[7]

## Progressione

### Getto del peso
| Stagione | Misura  | Luogo       | Data      | Rank. Mond. |
| -------- | ------- | ----------- | --------- | ----------- |
| 2008     | 19,74 m | Pechino     | 15-8-2008 | 66º         |
| 2007     | 21,61 m | Copenaghen  | 13-6-2007 | 3º          |
| 2006     | 21,33 m | Aarhus      | 6-7-2006  | 6º          |
| 2005     | 21,32 m | Madrid      | 16-7-2005 | 6º          |
| 2004     | 21,46 m | Monaco      | 19-9-2004 | 5º          |
| 2003     | 20,85 m | Hvidovre    | 9-8-2003  | 13º         |
| 2002     | 21,57 m | Baton Rouge | 1-6-2002  | 5º          |
| 2001     | 20,43 m | Eugene      | 2-6-2001  | 24º         |
| 2000     | 20,88 m | Aalborg     | 12-8-2000 | 11º         |
| 1999     | 19,75 m | Helsingborg | 11-7-1999 | 32º         |
| 1998     | 18,40 m | Randers     | 9-8-1998  | 136º        |
| 1997     | 17,11 m | Freiberg    | 11-7-1997 | 296º        |

### Getto del peso indoor
| Stagione | Misura  | Luogo        | Data      | Rank. Mond. |
| -------- | ------- | ------------ | --------- | ----------- |
| 2006/07  | 21,21 m | Helsingør    | 3-2-2007  | 5º          |
| 2005/06  | 21,35 m | Malmö        | 26-2-2006 | 3º          |
| 2004/05  | 21,19 m | Madrid       | 5-3-2005  | 4º          |
| 2003/04  | 21,63 m | Tallinn      | 25-2-2004 | 2º          |
| 2002/03  | 20,45 m | Birmingham   | 14-3-2003 | 12º         |
| 2001/02  | 21,48 m | Moscow       | 15-2-2002 | 2º          |
| 2000/01  | 20,43 m | Moscow       | 16-2-2001 | 10º         |
| 1999/00  | 19,73 m | Fayetteville | 10-3-2000 | 25º         |
| 1998/99  | 19,41 m | Indianapolis | 5-3-1999  | 29º         |
| 1997/98  | 18,15 m | Malmö        | 8-3-1998  | 102º        |

### Lancio del disco
| Stagione | Misura  | Luogo       | Data      | Rank. Mond. |
| -------- | ------- | ----------- | --------- | ----------- |
| 2007     | 54,88 m | Odense      | 5-8-2007  | 273º        |
| 2005     | 57,98 m | Castellón   | 11-6-2005 | 135º        |
| 2004     | 59,82 m | Modesto     | 8-5-2004  | 105º        |
| 2003     | 58,00 m | Østerbro    | 4-8-2003  | 130º        |
| 2002     | 60,67 m | Siviglia    | 23-6-2002 | 81º         |
| 2001     | 60,20 m | Long Beach  | 18-5-2001 | 87º         |
| 2000     | 58,51 m | Aalborg     | 13-8-2000 | 141º        |
| 1999     | 58,73 m | Helsingborg | 11-7-1999 | 125º        |
| 1998     | 52,78 m | Randers     | 19-6-2000 | 371º        |
| 1997     | 54,10 m | Selby       | 7-7-1997  | 302º        |
| 1996     | 50,12 m | Aalborg     | 28-7-1996 | 230º        |

### Lancio del disco indoor
| Stagione | Misura  | Luogo  | Data     | Rank. Mond. |
| -------- | ------- | ------ | -------- | ----------- |
| 2001/02  | 58,14 m | Moscow | 1-2-2002 | 6º          |
| 2000/01  | 58,68 m | Moscow | 2-2-2001 | 6º          |
| 1999/00  | 56,26 m | Moscow | 4-2-2000 | 7º          |

## Palmarès
| Anno | Manifestazione  | Sede        | Evento         | Risultato | Prestazione | Note                                     |
| ---- | --------------- | ----------- | -------------- | --------- | ----------- | ---------------------------------------- |
| 1999 | Europei U23     | Göteborg    | Getto del peso | Argento   | 19,50 m     |                                          |
| 2001 | Mondiali        | Edmonton    | Getto del peso | 10º       | 20,38 m     | [ 79 ]                                   |
| 2002 | Europei indoor  | Vienna      | Getto del peso | Argento   | 21,23 m     |                                          |
| 2002 | Europei         | Monaco      | Getto del peso | Argento   | 21,16 m     |                                          |
| 2003 | Mondiali indoor | Birmingham  | Getto del peso | 8º        | 20,12 m     |                                          |
| 2003 | Mondiali        | Saint-Denis | Getto del peso | Finale    | nm          |                                          |
| 2004 | Mondiali indoor | Budapest    | Getto del peso | Bronzo    | 20,99 m     |                                          |
| 2004 | Giochi olimpici | Atene       | Getto del peso | Argento   | 21,07 m     | [ 80 ]                                   |
| 2005 | Europei indoor  | Madrid      | Getto del peso | Oro       | 21,19 m     | Miglior prestazione personale stagionale |
| 2005 | Mondiali        | Helsinki    | Getto del peso | 5º        | 20,73 m     | [ 81 ]                                   |
| 2006 | Mondiali indoor | Mosca       | Getto del peso | Argento   | 21,16 m     | [ 82 ]                                   |
| 2006 | Europei         | Göteborg    | Getto del peso | Argento   | 21,09 m     | [ 82 ]                                   |
| 2007 | Europei indoor  | Birmingham  | Getto del peso | Bronzo    | 20,55 m     |                                          |
| 2007 | Mondiali        | Osaka       | Getto del peso | Finale    | nm          |                                          |

## Campionati nazionali
- 8 volte campione nazionale del getto del peso (1997, 1998, 1999, 2000, 2001, 2002, 2003, 2007)
- 6 volte campione nazionale del lancio del disco (1999, 2000, 2001, 2002, 2003, 2007)
- 4 volte campione nazionale indoor del getto del peso (1997, 1998, 2002, 2006)

1996
- Bronzo ai campionati nazionali danesi, getto del peso - 14,89 m

1997
- Oro ai campionati nazionali danesi indoor, getto del peso - 16,05 m
- Oro ai campionati nazionali danesi, getto del peso - 17,11 m
- Argento ai campionati nazionali danesi, lancio del disco - 51,92 m

1998
- Oro ai campionati nazionali danesi indoor, getto del peso - 18,15 m
- Oro ai campionati nazionali danesi, getto del peso - 18,40 m
- Argento ai campionati nazionali danesi, lancio del disco - 52,78 m

1999
- Oro ai campionati nazionali danesi, getto del peso - 19,02 m
- Oro ai campionati nazionali danesi, lancio del disco - 53,72 m

2000
- Oro ai campionati nazionali danesi, getto del peso - 20,88 m
- Oro ai campionati nazionali danesi, lancio del disco - 58,51 m

2001
- Oro ai campionati nazionali danesi, getto del peso - 20,41 m
- Oro ai campionati nazionali danesi, lancio del disco - 58,80 m

2002
- Oro ai campionati nazionali danesi indoor, getto del peso - 20,56 m
- Oro ai campionati nazionali danesi, getto del peso - 21,00 m
- Oro ai campionati nazionali danesi, lancio del disco - 55,65 m

2003
- Oro ai campionati nazionali danesi, getto del peso - 20,85 m
- Oro ai campionati nazionali danesi, lancio del disco - 56,17 m

2006
- Oro ai campionati nazionali danesi indoor, getto del peso - 21,35 m

2007
- Oro ai campionati nazionali danesi, getto del peso - 20,66 m
- Oro ai campionati nazionali danesi, lancio del disco - 54,88 m

## Altre competizioni internazionali
Olsen vinse quattro edizioni della Coppa Europa: 3 nel getto del peso (2001, 2005, 2007) e 1 nel lancio del disco nel 2001.
1998
- 5º in Coppa Europa ( Malmö), getto del peso - 17,52 m

2000
- 4º in Coppa Europa ( Oslo), getto del peso - 19,49 m
- 6º in Coppa Europa ( Oslo), lancio del disco - 54,52 m
- 5º al Meeting Internazionale Città di Rieti ( Rieti, getto del peso - 19,60 m

2001
- Oro in Coppa Europa ( Riga), getto del peso - 20,29 m
- Oro in Coppa Europa ( Riga), lancio del disco - 57,30 m

2002
- 5º al Meeting de Atletismo Siviglia ( Siviglia), getto del peso - 20,02 m
- Argento in Coppa Europa ( Siviglia), getto del peso - 20,88 m
- 4º in Coppa Europa ( Siviglia), lancio del disco - 60,67 m
- Bronzo al Memorial Josefa Odlozila ( Praga), getto del peso - 20,63 m
- Bronzo all'Asics GP Helsinki ( Helsinki), getto del peso - 21,00 m

2003
- 8º in Coppa Europa ( Lappeenranta), lancio del disco - 55,89 m

2004
- Oro al Meeting de Atletismo Siviglia ( Siviglia), getto del peso - 20,86 m
- Argento al Memorial Josefa Odlozila ( Praga), getto del peso - 20,86 m
- 4º al Meeting de Atletismo Madrid ( Madrid), getto del peso - 20,61 m
- Argento in Coppa Europa ( Reykjavík), lancio del disco - 55,68 m
- Bronzo al Memorial Van Damme ( Bruxelles), getto del peso - 21,05 m
- Oro alla IAAF World Athletics Final ( Monaco), getto del peso - 21,46 m

2005
- 5º al Memorial Jose Maria Cagigal indoor ( Madrid), getto del peso - 19,76 m
- Argento al Qatar Athletic Super Grand Prix ( Doha), getto del peso - 20,78 m
- Bronzo al Golden Spike Ostrava ( Ostrava), getto del peso - 20,01 m
- Oro in Coppa Europa ( Tallinn), getto del peso - 20,98 m
- Argento in Coppa Europa ( Tallinn), lancio del disco - 57,29 m
- Argento al Nelli Cooman Games ( Stadskanaal), getto del peso - 21,24 m
- Oro al Meeting de Atletismo Madrid ( Madrid), getto del peso - 21,32 m
- Oro al Meeting ISTAF ( Monaco), getto del peso - 21,10 m
- Argento alla IAAF World Athletics Final ( Monaco), getto del peso - 21,03 m

2006
- Oro alla Reunión Internacional de Atletismo Ciudad de Valencia ( Valencia), getto del peso - 21,10 m
- Oro al UC San Diego Triton Invitational ( La Jolla), getto del peso - 21,15 m
- Bronzo al Prefontaine Classic ( Eugene), getto del peso - 21,04 m
- Bronzo all'Aviva British Grand Prix ( Gateshead), getto del peso - 21,13 m[83]
- Argento agli Århus Games ( Århus), getto del peso - 21,33 m

2007
- Bronzo al Norwich Union British Grand Prix Indoor ( Birmingham), getto del peso - 20,44 m
- Oro in Coppa Europa ( Odense), getto del peso - 20,21 m
- Argento agli Århus Games ( Århus), getto del peso - 20,82 m
- Bronzo al Meeting de Atletismo Madrid ( Madrid), getto del peso - 20,64 m

## Altri dati statistici
Oltre alla serie di record nazionali più lunga, ha avuto una grande regolarità di risultati; per ben sei anni poté vantare prestazioni oltre i 21 metri, che lo collocarono anche ai vertici delle graduatorie mondiali. In tutte le competizioni a cui prese parte nel 2006 riuscì sempre a lanciare oltre ai 21 metri e raggiunse una serie di dodici vittorie consecutive in concorsi di livello internazionale. A Olsen appartiene anche la serie più lunga di finali in campionati di rilievo internazionale; tredici, dai Mondiali di Edmonton 2001 ai Mondiali di Ōsaka 2007. Allo stesso modo, è stato anche uno dei lanciatori più medagliati: otto sono le medaglie conquistate in competizioni internazionali e, altro elemento singolare, ha sempre conseguito una medaglia ad un Campionato europeo.

## Attività extrasportive e vita privata
Olsen e la sua compagna, Karen Westergaard, già genitori di Victoria, nata nell'aprile 2006, hanno avuto un altro figlio: Marcus, nato il 15 gennaio 2010. La famiglia, dopo la nascita del secondogenito, ha deciso di trasferirsi a Sealand. Il 27 marzo 2013, ad Aarhus, si sono sposati con rito civile. A celebrare le nozze sono stati i due parlamentari danesi Anders Samuelsen e Mette Bock.
L'atleta ha lavorato al libro Joachim B. Olsen - Du kan meget mere end du tror, in cui ripercorre la storia della sua vita di sportivo e di padre di famiglia. Sull'allenamento nel getto del peso è in programma la pubblicazione di un nuovo libro che, parole di Olsen, «sarà utilizzabile non solo dai pesisti, ma da qualsiasi sportivo». Il testo non tratterà solamente di nozioni tecniche sulla specialità, ma sarà soprattutto incentrato sull'aspetto psicologico del singolo atleta.
Ha già firmato un contratto con una casa editrice, che probabilmente metterà in vendita il libro nel corso del 2011.

### Carriera politica

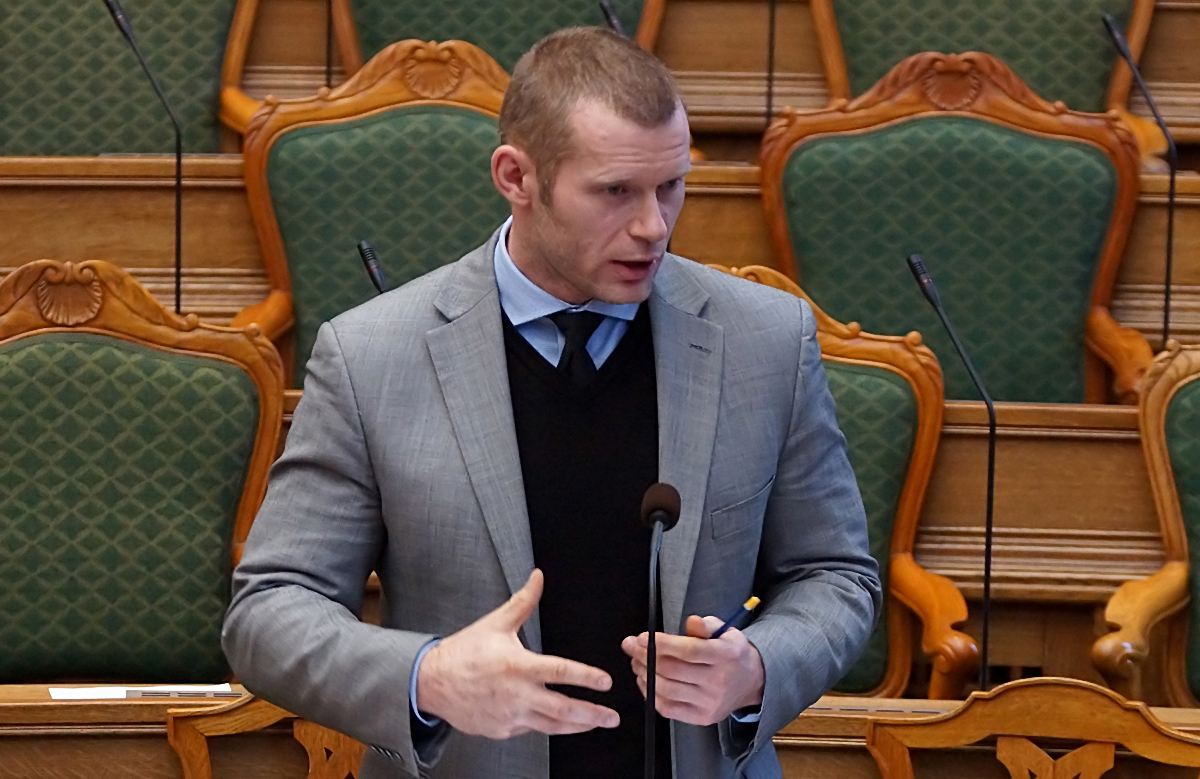
Joachim Olsen durante una seduta del Folketing nel dicembre 2012

Conclusa la sua attività di atleta, ed ormai noto all'interno del mondo dello spettacolo, Olsen ha deciso di intraprendere la carriera politica. Già nel 2009 aveva espresso il suo interesse verso la politica appoggiando il candidato socialdemocratico Nicolai Wammen nelle elezioni comunali di Århus.
Spinto soprattutto da Anders Samuelsen, noto politico danese, Olsen decide di sostenere il partito Alleanza Liberale, movimento che si propone di sintetizzare le culture liberalsocialiste e conservatrici. Dopo la sua adesione, il partito ha deciso di candidarlo alle elezioni del Folketing che si sono tenute il 15 settembre 2011. Olsen dopo tre lunghe settimane di campagna elettorale è riuscito ad essere eletto al Folketing, con 1932 preferenze, aiutato anche dal grande successo ottenuto dal suo partito che inaspettatamente è riuscito a raggiungere il 5% diventando così il settimo partito in Danimarca
Nel giugno 2015, alle elezioni generali del Folketing, è stato rieletto con 4.259 voti.

### Apparizioni televisive
La partecipazione dell'atleta al programma televisivo Vild med dans, omologo danese del programma italiano Ballando con le Stelle, conclusasi con la vittoria, è stata molto più impegnativa di quanto si aspettasse.
In varie interviste aveva infatti dichiarato che tale impegno non gli avrebbe creato grossi problemi per l'attività di atleta, tuttavia la partecipazione al reality show secondo alcuni costò all'atleta un eccessivo e prolungato impegno fisico.
Il susseguirsi di problemi fisici lo portò successivamente ad abbandonare la carriera sportiva, ma la popolarità acquisita gli avrebbe consentito di entrare nel mondo dello spettacolo, senza rimpiangere le proprie scelte:
(Joachim Olsen)

## Sponsor
Olsen ha avuto diversi sponsor che gli hanno permesso di dedicarsi interamente allo sport grazie a vari finanziamenti.
In tal senso, sono da citare la casa automobilistica Kia Motors, l'industria alimentare Kornspitz e l'azienda di integratori alimentari Bodylab Nutrition.

### Riviste specializzate
- European Athletic of the Year 2004, in Update, n. 50, dicembre 2004,  pp. 2-4.
- Eva Marie Andreson, Athletes Under Constant Suspicion, in Play the Game, n. 3, 2005,  pp. 30-31.
- Sam Weber, The Great Dane: Joachim Olsen, in The Medalist, aprile 2005,  pp. 26-27.
- Franco Fava, Holm sets the standard, in Update, n. 51, aprile 2005,  pp. 2-3.
- Risultati: Mondiali Helsinki (6-14 agosto), in Atletica, n. 5, settembre/dicembre 2005,  pp. 41-45.
- Il giorno di Asafa, in Atletica, n. 4, luglio/agosto 2006,  p. 58.